# Lihen Jonas
Lihen Jonas   (Estats Federats de Micronèsia, 22 d'octubre de 1998) és una atleta micronèsia. Va competir en l'esdeveniment de 100 metres llisos femení en el Campionat del Món d'Atletisme de 2015 a Pequín, Xina.